# رالف دبليو. هود
رالف دبليو. هود (بالإنجليزية: Ralph W. Hood)‏ هو عالم نفس أمريكي، ولد في 12 يوليو 1942 في دنفر في الولايات المتحدة.